# Marcel Pauker
Marcel Pauker (Bucarest, 6 dicembre 1896 – Blutovo, 16 agosto 1938) è stato un politico rumeno.
Nato da una famiglia ebrea benestante di Bucarest, era sposato con la leader comunista Ana Pauker.

## Biografia
Nato in una famiglia ebraica di tradizione secolare, Marcel Pauker era un noto poliglotta, e parlava correntemente anche l'Esperanto. Studiò per breve tempo ingegneria a Zurigo, prima di arruolarsi come cadetto in un reggimento di artiglieria dove divenne sottotenente nel 1916 (durante la prima guerra mondiale). Tra il 1919 e il 1921, visse nuovamente in Svizzera, dove si laureò in ingegneria.

### Militanza comunista
Nel dicembre 1921, Pauker divenne membro della Commissione Provvisoria del Partito Comunista della Romania; nel 1922, entrò a far parte della Commissione Centrale e del Politburo, venendo inviato come delegato alla conferenza di Sofia (giugno 1922) e a Berlino (1923). Le sue attività di rivoluzionario lo portarono all'attenzione delle autorità rumene: Pauker venne arrestato e condannato prima a dieci anni di reclusione, e poi ai lavori forzati a vita. Tuttavia, nel 1925 egli riuscì ad evadere e fuggì in Unione Sovietica. Nel 1929 tornò in Romania, e venne immediatamente scortato in prigione, solo per poi essere liberato subito dopo a causa di un'amnistia. Poco tempo dopo fu nuovamente arrestato con l'accusa di attività anti-governative nell'agosto 1929.

### Ultimi anni e morte
Marcel Pauker restò coinvolto in una lotta politica con Vitali Holostenco, come riflesso della lotta per il potere tra la sezione di Bucarest e quella ucraina del Partito Comunista svoltasi all'interno dell'Unione Sovietica all'epoca del 4º Congresso di Charkiv. Tornato in Unione Sovietica, Pauker venne rimproverato dal Comintern. Perdonato grazie alle sue attività politiche passate, venne inviato come assistente ingegnere in un'area industriale a Magnitogorsk (Siberia occidentale), impiego che svolse tra il 1930 e il 1932. Allo stesso tempo, Iosif Stalin, la cui priorità all'epoca era quella di provare l'unità del Partito rispetto alle varie fazioni, rimosse Holostenco dai suoi incarichi.
Nel 1935 Pauker divenne membro del Segretariato del Partito Comunista rumeno. Trascorse qualche tempo a Praga fino al 1937, quando fece ritorno in Unione Sovietica. Cadde vittima delle Grandi Purghe: arrestato dalla NKVD il 21 marzo 1937, venne imprigionato nella famigerata prigione di Taganka. Marcel Pauker fu dapprima interrogato per più di un anno, e poi mandato a processo con l'accusa di spionaggio in favore della Romania. I resoconti del processo indicano che alla fine Pauker ammise le proprie colpe (la maggior parte confessioni estorte con la tortura). Condannato a morte, fu giustiziato mediante fucilazione.
Marcel Pauker è stato ufficialmente riabilitato dalle autorità sovietiche nel 1957 durante il periodo della destalinizzazione.